# Océane Daniel
Océane Daniel (Dieppe, 3 aprile 1997) è un'ex calciatrice francese, di ruolo difensore.

## Statistiche

### Presenze e reti nei club
Statistiche aggiornate al 24 giugno 2023.
| Stagione        | Squadra         | Campionato      | Campionato | Campionato | Coppe nazionali | Coppe nazionali | Coppe nazionali | Coppe continentali | Coppe continentali | Coppe continentali | Altre coppe | Altre coppe | Altre coppe | Totale | Totale |
| Stagione        | Squadra         | Comp            | Pres       | Reti       | Comp            | Pres            | Reti            | Comp               | Pres               | Reti               | Comp        | Pres        | Reti        | Pres   | Reti   |
| --------------- | --------------- | --------------- | ---------- | ---------- | --------------- | --------------- | --------------- | ------------------ | ------------------ | ------------------ | ----------- | ----------- | ----------- | ------ | ------ |
| 2016-2017       | Rodez           | D1              | 14         | 0          | CF              | 4               | 0               |                    | -                  | -                  |             | -           | -           | 18     | 0      |
| 2017-2018       | Fiorentina      | A               | 15         | 0          | CI              | 2               | 0               | UWCL               | 2                  | 0                  | SI          | 0           | 0           | 19     | 0      |
| 2018-2019       | Anderlecht      | SL              | ?          | ?          | CB              | ?               | ?               |                    | -                  | -                  |             | -           | -           | ?      | ?      |
| 2019-2020       | Digione         | D1              | 7          | 0          | CF              | 1               | 0               |                    | -                  | -                  |             | -           | -           | 8      | 0      |
| 2020-2021       | Digione         | D1              | 2          | 0          | CF              | -               | -               |                    | -                  | -                  |             | -           | -           | 2      | 0      |
| Totale Digione  | Totale Digione  | Totale Digione  | 9          | 0          |                 | 1               | 0               |                    | -                  | -                  |             | -           | -           | 10     | 0      |
| 2021-2022       | Issy            | D1              | 21         | 1          | CF              | 1               | 0               |                    | -                  | -                  |             | -           | -           | 22     | 1      |
| 2022-2023       | Bordeaux        | D1              | 4          | 0          | CF              | 2               | 0               |                    | -                  | -                  |             | -           | -           | 6      | 0      |
| Totale carriera | Totale carriera | Totale carriera | 63+        | 1+         |                 | 10+             | 0+              |                    | 2                  | 0                  |             | 0           | 0           | 75+    | 1+     |

## Palmarès

### Club
- Campionato belga: 1

Anderlecht: 2018-2019
- Coppa Italia: 1

Fiorentina: 2017-2018